# 1 Mai (metropolitana di Bucarest)
1 Mai è una stazione della linea M4 della metropolitana di Bucarest.
Si trova all'incrocio tra Calea Griviței e Boulevard Ion Mihalache. Il nome della stazione tradotto in italiano è "1 maggio", in riferimento alla festa dei lavoratori.

## Storia
I lavori sulla linea M4, di cui fa parte la stazione 1 Mai, iniziarono nel dicembre 1989 ma furono interrotti a causa di carenze di bilancio nel 1994. Nel periodo successivo le uniche operazioni effettuate furono quelle dell'evacuazione dell'acqua accumulata per infiltrazione dalle pareti grezze, operazione fu successivamente interrotta per evitare la deformazione delle gallerie.
Nel 1997 è stato ottenuto un prestito dalla Banca Europea per gli investimenti per il cofinanziamento del progetto "Modernizarea metroului din București – etapa I" che ha permesso il riavvio dei lavori. La stazione è stata infine inaugurata il 1 marzo 2000 insieme al tratto iniziale della linea 4 Gara de Nord -– 1 Ma 

La stazione ha subito modifiche nel corso degli anni. Tra il 2007 e il 2017 le pareti sono state dipinte in un modello giallo e blu scuro. Verso la fine del 2022 è stata montata la pavimentazione tattile per le persone non vedenti. Nel marzo 2023 le pareti sono state ridipinte in giallo e blu scuro.

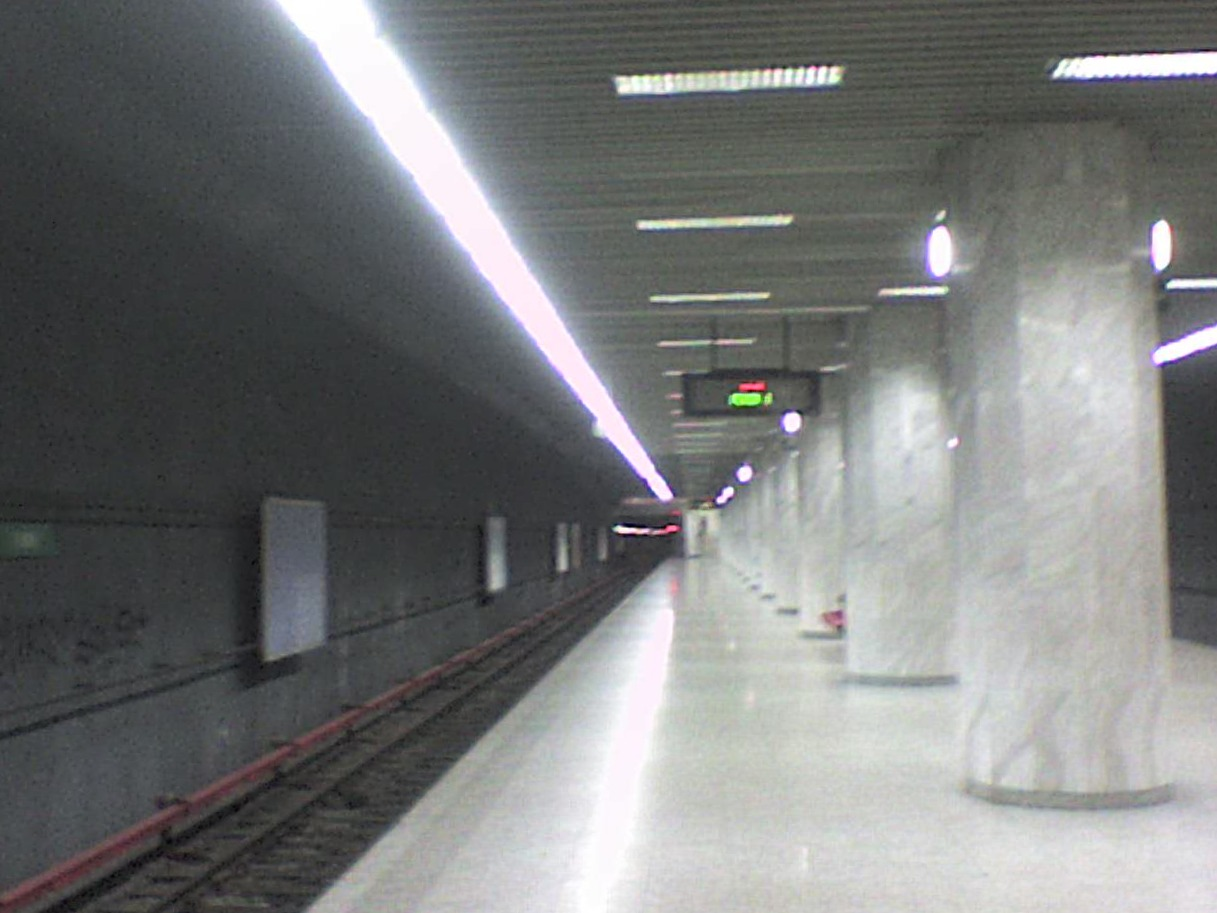
La stazione 1 Mai nel 2007
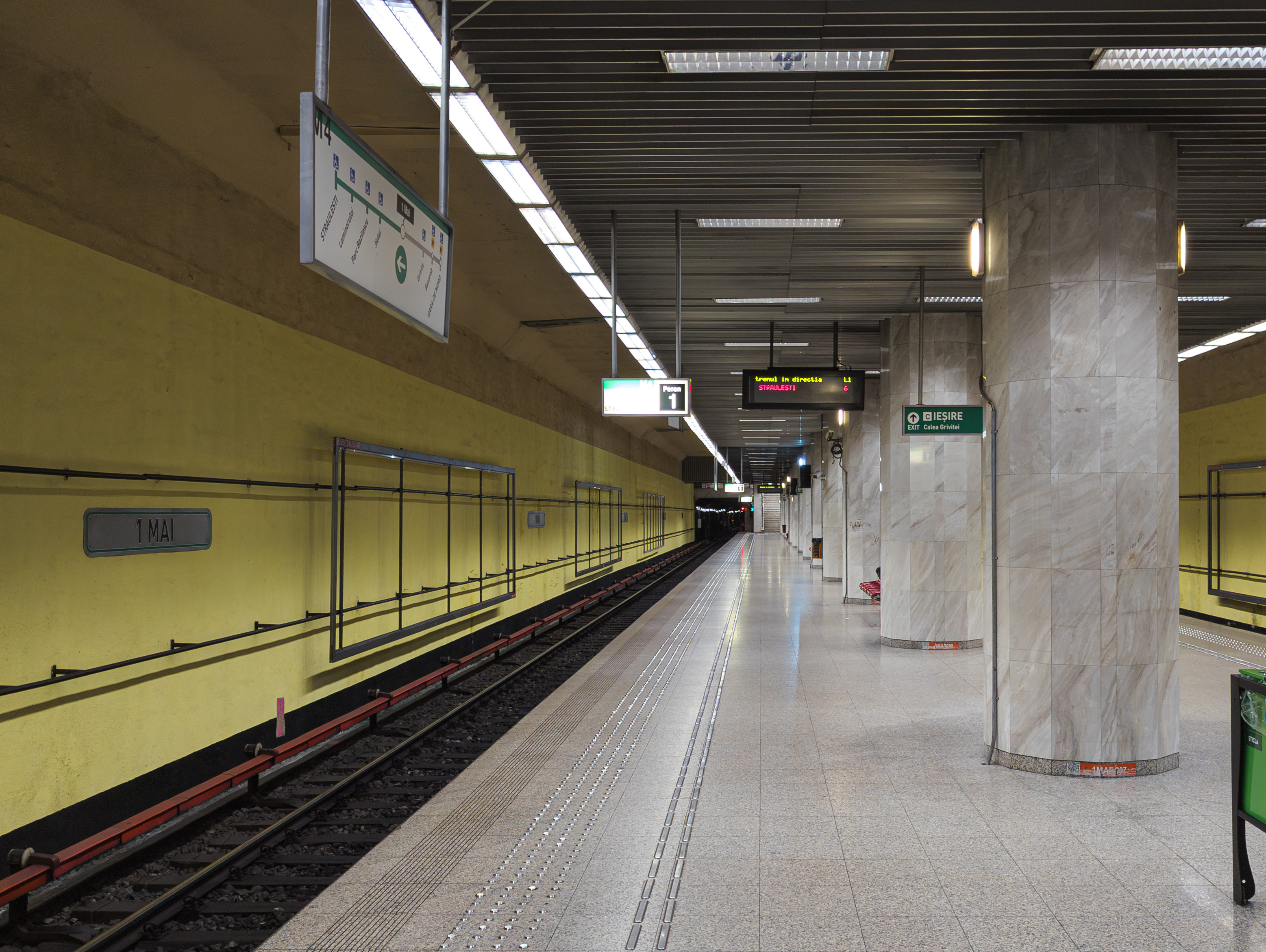
La stazione 1 Mai nel 2023

### Linea M6
La linea M6 sarà una nuova linea metropolitana di Bucarest che collegherà la principale stazione ferroviaria Gara de Nord e aeroporto internazionale Henri Coandă. Si prevede che M6 avrà 12 stazioni, la prima delle quali sarà 1 Mai.

## Architettura
La stazione è stata costruita in modo simile alla stazione Grivița e ara de Nord, con un'ampia piattaforma centrale e la stessa combinazione di colori.
Inizialmente, la stazione aveva uno schema di colori blu-grigio e scuro, utilizzando pavimenti in granito grigio, colonne in granito bianco, pareti sintetiche blu e grigie e inserti metallici cromati e alluminio. Le pareti sono state dipinte in un modello giallo e blu scuro tra il 2007 e il 2017, che non aveva alcun collegamento apparente con l'architettura già esistente. Colorazione nel tempo deteriorata a causa delle infiltrazioni. Nel marzo 2023 le pareti sono state ridipinte in giallo (anche se di una tonalità diversa) e blu scuro, ma non è stata presa alcuna misura per fermare future infiltrazioni.

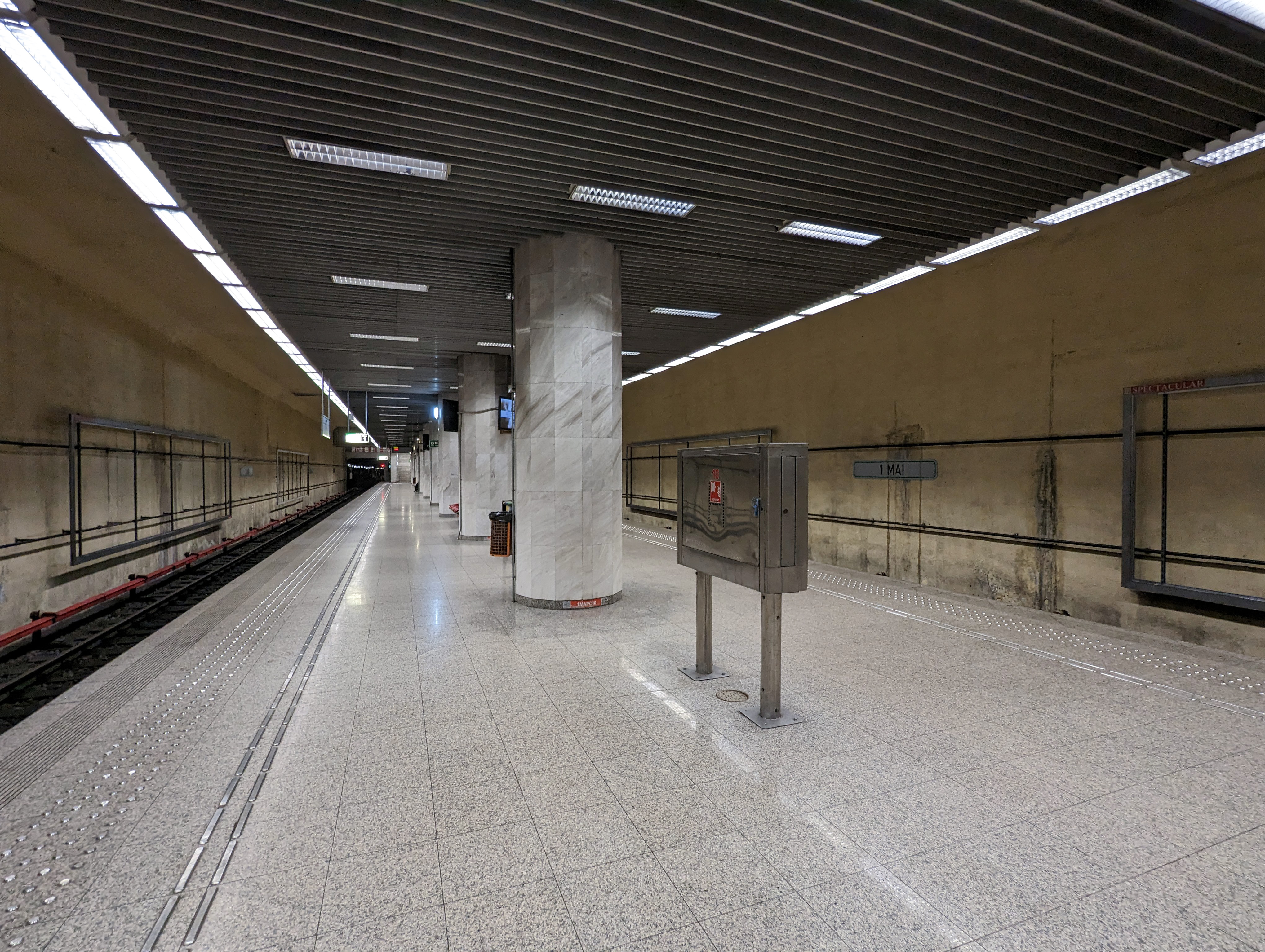
La stazione nel marzo 2023
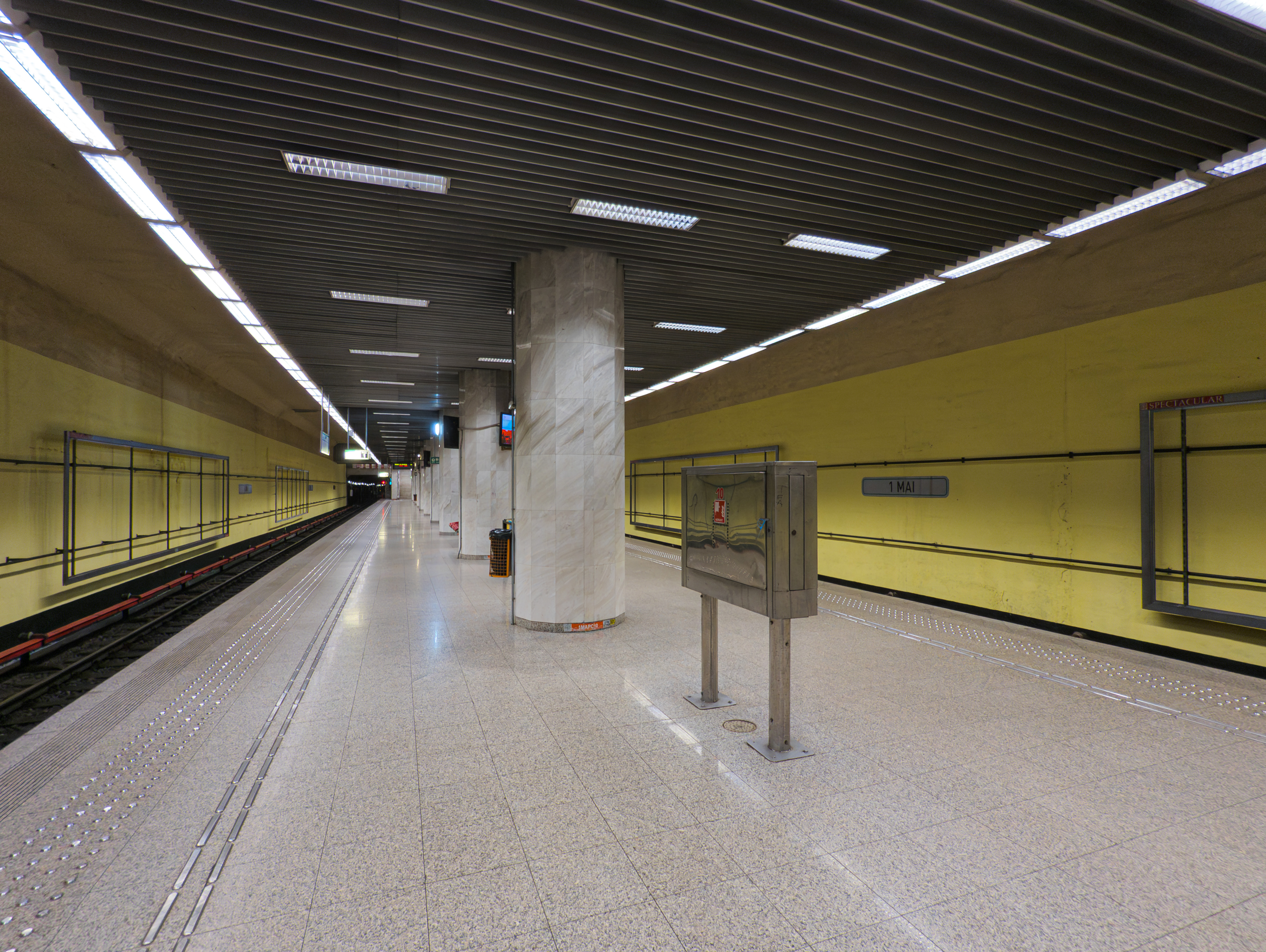
La stazione nell'agosto 2023

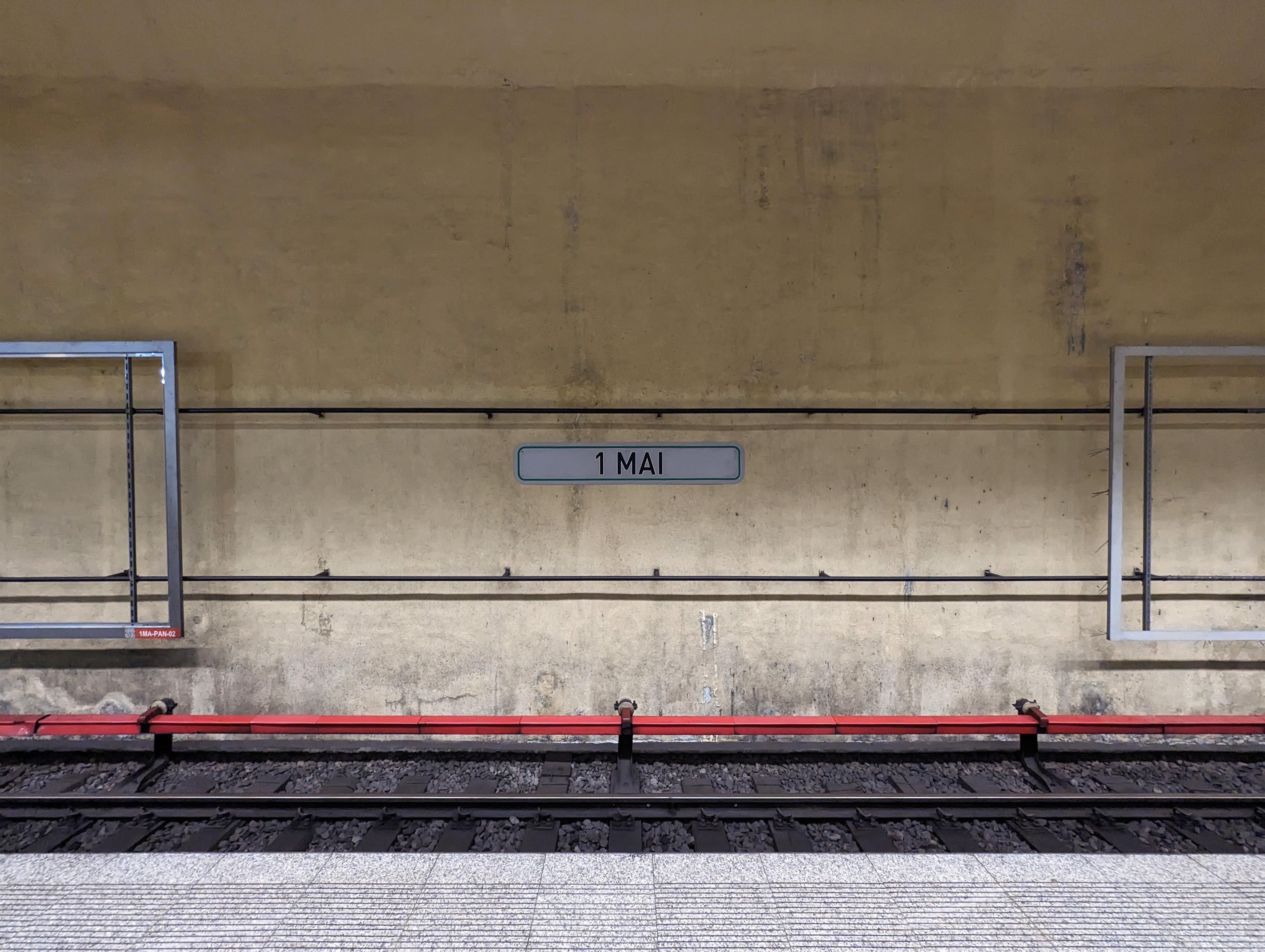
La stazione nel marzo 2023
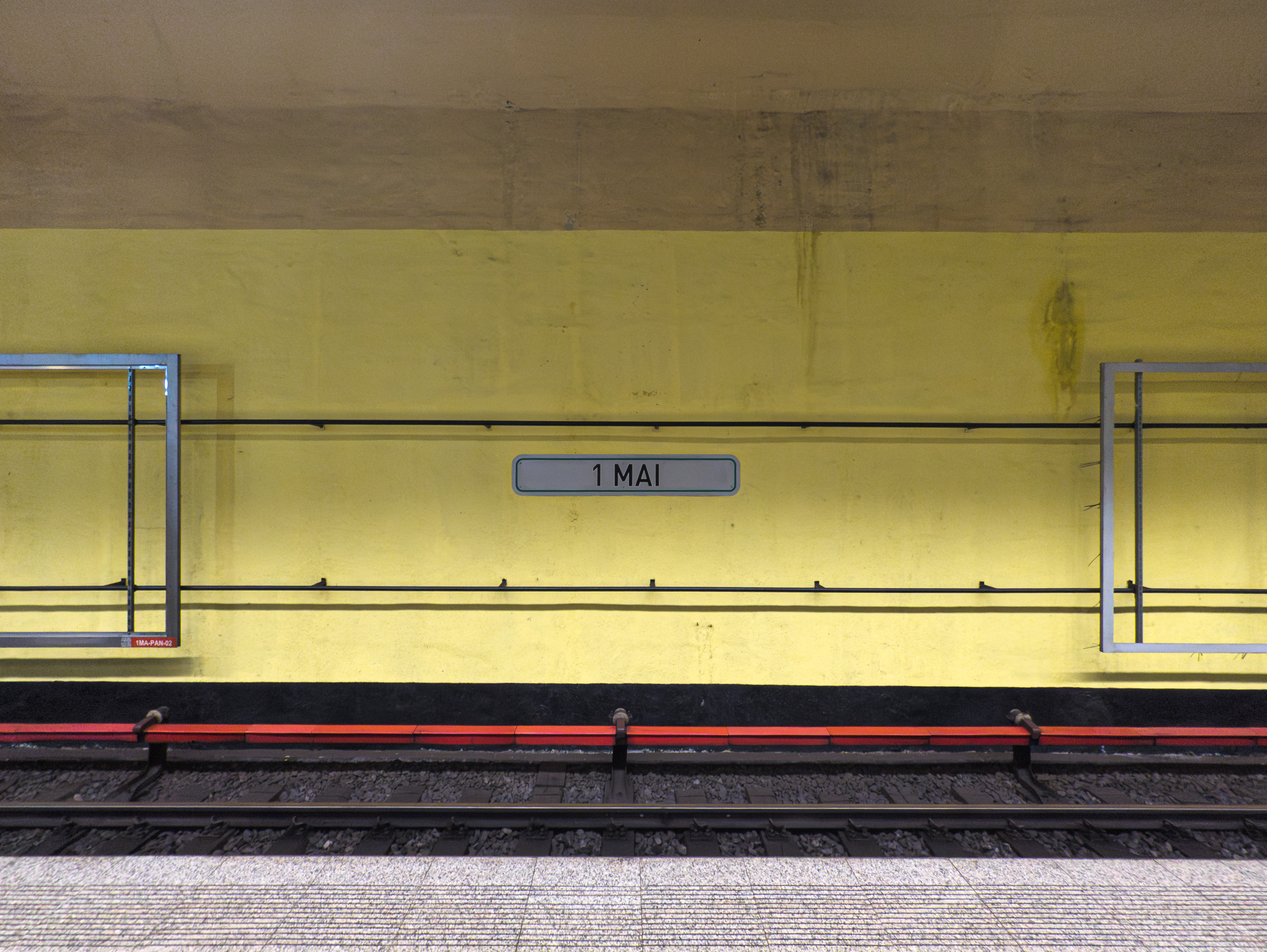
La stazione nell'agosto 2023